# Karin Markides

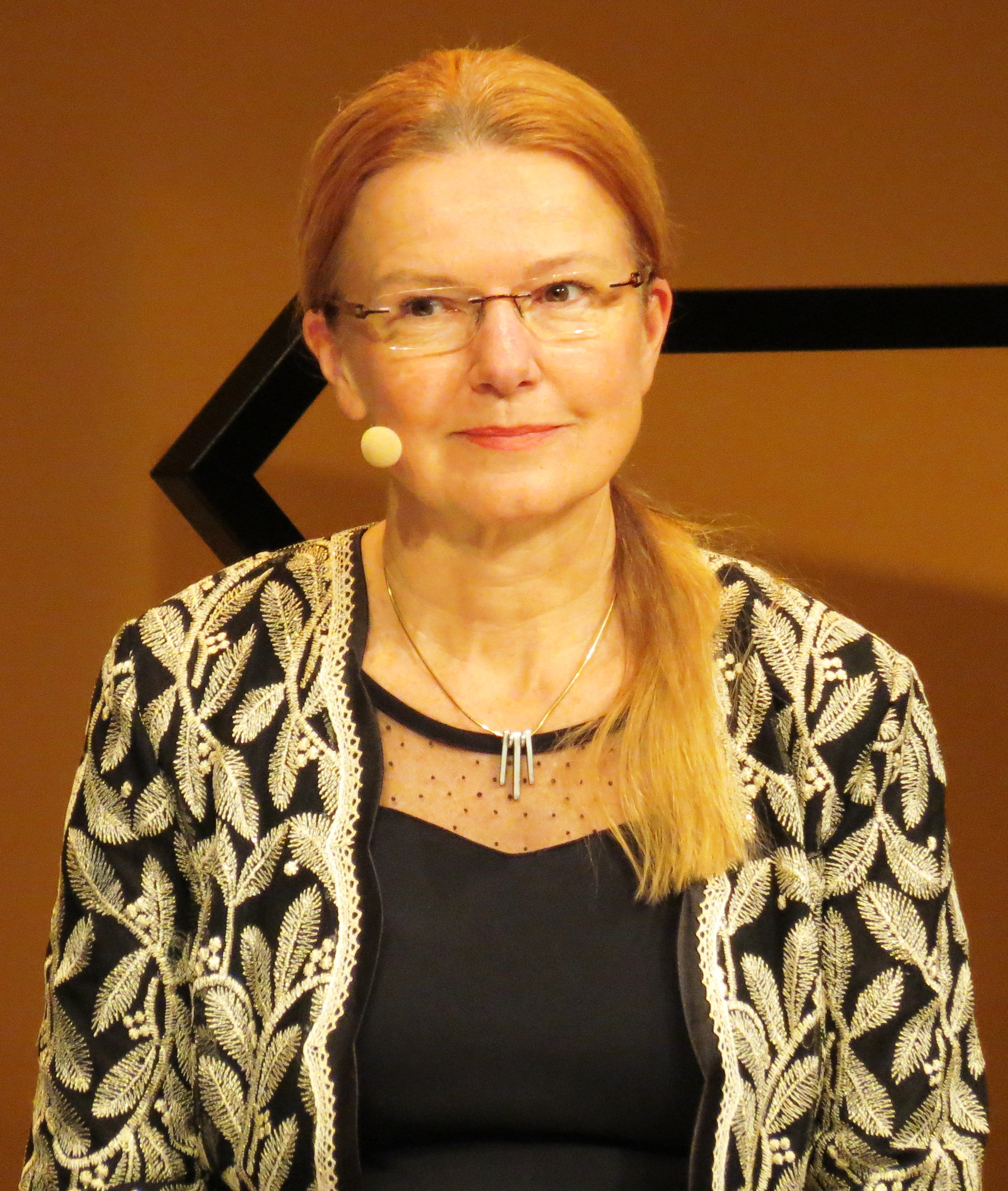
Karin Markides 2013.

Karin Markides, född 1951, är en svensk professor i analytisk kemi som 2006–2015 var rektor för Chalmers tekniska högskola. Hon var 2004–2006 vice generaldirektör för Vinnova och sitter som styrelseledamot i Kungliga Ingenjörsvetenskapsakademien, där hon är ledamot sedan 1992. Hon är även ledamot av Kungliga Vetenskapsakademin sedan 1999.
Markides avlade doktorsexamen vid Stockholms universitet 1984 på avhandlingen Organosiloxanes containing cyano groups for capillary chromatography. Hon inledde därefter sin forskarkarriär vid Brigham Young University i Utah, USA, först som postdoc och därefter som forskarassistent och docent. I maj 1990 återvände hon till Sverige och en position som professor vid Uppsala universitet. Fjorton år senare, i maj 2004, fick hon tjänsten som vice generaldirektör för Vinnova, Sveriges innovationsmyndighet.
Sedan 2015 är Markides ordförande i det vetenskapliga rådet för hållbar utveckling under den svenska regeringen. Rådets uppdrag är att föreslå vetenskapligt baserade, konkreta förslag och strategier för utveckling av ekonomisk, ekologisk, kulturell och social hållbarhet för den svenska regeringens långsiktiga hållbarhetsvision.

## Priser och utmärkelser
Markides har erhållit ett flertal priser och utmärkelser, bland annat: 
- Norblad-Ekstrandmedaljen (1990)[5]
- Jubileumsmedaljen i kemi (Storbritannien, 1992)
- Senior Individual Grant (Stiftelsen för strategisk forskning, SSF, 1997)
- International Scientist of the Year (Pittsburgh, 2004)
- H.M. Konungens medalj i guld av 12:e storleken med serafimerband (2008)[6]
- Oscar Carlson-medaljen[7] (Svenska kemistsamfundet, 2010)
- Göteborgs stads förtjänsttecken (2015)[8]

## Patent
Professor Markides håller följande patent:
1. "Novel Liquid Crystalline Compounds and Polymers,"J.S. Bradshaw, M.L. Lee, K.E. Markides, and B.A. Jones. US Patent Number 4,864,033. Filed: November 27, 1985. Issued: February 1989.
2. "Multi-Element Selective Radio Frequency Plasma Detector for Capillary Gas Chromatography, F. Yang, P. Farnsworth, R. Skelton, K.E. Markides, and M.L. Lee. U.S. Patent Application Serial No. 24,095. Filed: March 12, 1987. Issued: January 25, 1989.
3. "Oligoethylene Oxide Substituted Siloxane Compounds and Polymers," J.S. Bradshaw, M.L. Lee, K.E. Markides, Filed: December, 1987.
4. "Chiral Polysiloxane Compounds and Polymers," J.S. Bradshaw, M.L. Lee, K.E. Markides, Filed: January, 1988. Issued: June 1990.
5. "Chromatographic Arylcarboxamide Polysiloxanes," J.S. Bradshaw, M.L. Lee, K.E. Markides, Filed: June, 1988. Issued: March 1990.
6. "Novel Chiral Copolymers with Oligosiloxane Spacers," J.S. Bradshaw, B.E. Rossiter, B.J. Tarbet, D.F. Johnson, M.L. Lee, K.E. Markides, File No. 9393 CIP. Filed: March 1992.
7. “Encapsulated Nanoparticles for Drug Delivery”, G. Jacobson, R.N. Zare, K.E. Markides, R.R. Shinde and C.H. Contag, File No. 11/748,408, Filed: May 14, 2007.